# Benno Mugdan
Benno Mugdan (* 15. Februar 1851 in Kempen (Posen); † 14. November 1928 in Berlin) war ein deutscher Jurist. Er war Kammergerichtsrat in Berlin.
Benno Mugdan stammte aus einer ursprünglich in Kempen (Provinz Posen) ansässigen Kaufmannsfamilie. Zu seinen Vettern gehörten der Arzt, Sozialpolitiker und Reichstagsabgeordnete Otto Mugdan und der Berliner Stadtrat und Stadtälteste Leo Mugdan.
Mugdan machte 1870 am Elisabet-Gymnasium in Breslau das Abitur, wobei er als Studienwunsch Medizin angab. Er wurde jedoch Jurist und war ab 1878 Kreisrichter in Wollstein, ab 1879 Amtsrichter in Bentschen und ab 1886 Amtsrichter in Berlin; im März 1896 wurde er Kammergerichtsrat in Berlin und gehörte 1903 dem für Handelssachen zuständigen V. Zivilsenat an. Er wurde vor allem als Herausgeber und Bearbeiter der Gesammten Materialien zum Bürgerlichen Gesetzbuch für das Deutsche Reich bekannt. Darin hat er die Plenarprotokolle des Reichstags zu den Beratungen über das Bürgerliche Gesetzbuch zusammengefasst. Auch heute noch können die Gesammten Materialien als Interpretationshilfe im Rahmen der historischen Auslegung herangezogen werden.

## Schriften
- Die gesammten Materialien zu den Reichs-Justizgesetzen, Band 5–8, hrsg. von C. Hahn, fortgesetzt von B. Mugdan. R. v. Decker’s Verlag, Berlin 1897–98.
  - Digitalisat von Band 6 via Universitäts- und Landesbibliothek Düsseldorf
- Die gesammten Materialien zum Bürgerlichen Gesetzbuch für das Deutsche Reich. Herausgegeben und bearbeitet von B. Mugdan, Kammergerichtsrath, 6 Bände, R. v. Decker’s Verlag, Berlin 1899.
  - Digitalisate der Bände 1–6 via Universitäts- und Landesbibliothek Düsseldorf
  - Digitalisate der Bände 1–5 via Universität Jena, Rechtswissenschaftliche Fakultät, Lehrstuhl Prof. Fischer
- Die Rechtsprechung der Oberlandesgerichte auf dem Gebiete des Zivilrechts, hrsg. von B. Mugdan und R. Falkmann, 46 Bände. de Gruyter, Berlin 1900–1927.
- Rudolf Falkmann: Die Zwangsvollstreckung mit Ausschluß der Zwangsvollstreckung in das unbewegliche Vermögen. Nach Prozeß- und bürgerlichem Recht dargestellt, 2., gänzlich umgearbeitete Auflage, nach dem Tode des Verfassers fortgesetzt von B. Mugdan, 7 Bände. Siemenroth, Berlin 1908–1914.
- Die Reichsversicherungsordnung. Deutsche Presse, Berlin 1911.